# Regnier Pot
Régnier Pot (asi 1362–1432) byl francouzský rytíř, dvořan, diplomat, křižák a člen Řádu zlatého rouna. V letech 1389-1391 pobýval v Pobaltí, kde sloužil u řádu německých rytířů a získal si přezdívku Palamédes, podle jednoho z rytířů kulatého stolu. V roce 1396 se zúčastnil křížové výpravy proti Turkům, během které v bitvě u Nikopole zahynuli oba jeho nevlastní bratři a sám Régnier byl spolu s Janem Nebojácným zajat, nicméně brzy byl podmínečně propuštěn, aby vyjednával Janovo propuštění výměnou za vysoké výkupné. Jeho cesta do Bulharska dala vzniknout pověsti, podle které mělo jeho propuštění údajně být spojeno s bojem se dvěma lvy osmanského sultána. Tato legenda je vyobrazena na vitráži v katedrály Notre-Dame v Dijonu (centrální vitráž jižního transeptu, spodní panel). Po svém návratu byl jeho rodu udělen nový erb odkazující na Régniera: dva rudé saracénské meče na černobílé šachovnici (legendární Palamédes byl spojován s hrou v šachy). Régnier Pot byl v roce 1402 jmenován rádcem a komořím burgundského vévody, v následujících letech vedl jménem svého pána nejméně devět diplomatických jednání v zahraničí, mimo jiné i v Čechách. V jeho družině působilo i několik českých panošů, zaznamenaných pod jmény Jean Ocors (Jan z Okoře), Simon Ostlingher (Zikmund Kdulinec z Ostromíře) nebo Jehana Susque (možná totožný s Janem Žižkou). Regnier Pot zakoupil v roce 1403 panství a hrad La Roche, který přibráním rodového jména Potů získal své současné označení La Rochepot. Regnier zůstal až do své smrti klíčovým důvěrníkem Jana Nebojácného a po něm i jeho syna Filipa Dobrého, v roce 1430 se stal jedním z prvních rytířů Řádu zlatého rouna.